# Kościół św. Bartłomieja Apostoła w Samoklęskach Dużych
Kościół świętego Bartłomieja Apostoła w Samoklęskach Dużych – rzymskokatolicki kościół parafialny należący do parafii pod tym samym wezwaniem (dekanat Szubin diecezji bydgoskiej).
W dniu 7 lipca 1888 roku została podjęta decyzja o budowie świątyni, na miejscu poprzedniej drewnianej. Inicjatorem budowy był ówczesny proboszcz parafii w Samoklęskach ksiądz Antoni Wyderkowski, który również rozpoczął prace budowlane. Prace te zostały ukończone przez księdza Górskiego, proboszcza parafii w Rynarzewie. Budowla została poświęcona w listopadzie 1892 roku, przez księdza dziekana Sobeckiego, proboszcza parafii w Słupach. Już po wyświęceniu i oddaniu świątyni do użytku wieża nie była wykończona dlatego przykryto ją słomą. Wyposażenie nowego kościoła powstało w dwóch etapach, ołtarz główny oraz chór muzyczny z prospektem organowym zostały wykonane jednocześnie z budową świątyni w latach 1892–1893, z kolei pozostałe elementy wystroju: ołtarze boczne, niezachowana ambona i witraże zostały wykonane dzięki staraniom proboszcza, księdza Antoniego Lewickiego, ze składek parafian w latach 1905–1907. W 1936 roku kościół został gruntownie wyremontowany, czyli odmalowany, odnowione zostały również ołtarze, chór i ławki. W 1970 roku kościół odwiedził ówczesny prymas Polski kardynał Stefan Wyszyński.